# Sinterizare
Sinterizarea reprezintă procesul de compactare și densificare a unui solid prin aplicare de tratament termic sau presiune, fără atingerea punctului său de topire și lichefierea compusului.
În depozite minerale, sinterizarea are loc în mod natural. De asemenea, procesul poate fi utilizat la scară industrială sau de laborator pentru procesarea materialelor metalice, ceramice, plastice etc. În timpul procesului, atomii compusului difuzează de-a lungul interfețelor, creând noi legături între particulele compusului inițial; rezultatul este un material cu granule de dimensiuni mai mari, mai dens și mai rezistent. 